# Tandem i bancykling vid olympiska sommarspelen 1972
Herrarnas tandemcykling i bancykling vid olympiska sommarspelen 1972 ägde rum den 3-4 augusti 1972 i München.

## Medaljörer
| Event            | Guld                                               | Silver                                 | Brons                            |
| Herrarnas tandem | Sovjetunionen Vladimir Semenets Igor Tselovalnykov | Östtyskland Jürgen Geschke Werner Otto | Polen Andrzej Bek Benedykt Kocot |

## Resultat
| Placering | Cyklister                              | Land            |
| --------- | -------------------------------------- | --------------- |
|           | Igor Tselovalnikov / Vladimir Semenets | Sovjetunionen   |
|           | Jürgen Geschke / Werner Otto           | Östtyskland     |
|           | Andrzej Bek / Benedykt Kocot           | Polen           |
| 4.        | Daniel Morelon / Pierre Trentin        | Frankrike       |
| 5.        | Manu Snellinx / Noël Soetaert          | Belgien         |
| 6.        | Jürgen Barth / Rainer Müller           | Västtyskland    |
| 7.        | Klaas Balk / Peter van Doorn           | Nederländerna   |
| 8.        | Ivan Kučírek / Vladimír Popelka        | Tjeckoslovakien |
| 9.        | Dino Verzini / Giorgio Rossi           | Italien         |
| 10.       | David Rowe / Geoffrey Cooke            | Storbritannien  |
| 11.       | Honson Chin / Howard Fenton            | Jamaica         |
| 12.       | Yaichi Numata / Yoshikazu Cho          | Japan           |
| 13.       | Jeffrey Spencer / Ralph Therrio        | USA             |
| 14.       | Jairo Díaz / Rafael Narvaez            | Colombia        |